# Shafi Goldwasser
Shafrira Goldwasser, nota come Shafi Goldwasser (in ebraico שפרירה גולדווסר‎?; New York, 14 novembre 1958), è un'informatica statunitense di origini israeliane, vincitrice del premio Turing nel 2012 per i suoi contributi allo studio della crittografia e della teoria della complessità computazionale.
È inoltre vincitrice di due premi Godel ricevuti nel 1993 e nel 2001.

## Carriera
Goldwasser è entrata al Massachusetts Institute of Technology nel 1983 e nel 1997 è diventata la prima titolare della RSA Professorship. Nel 1993 è diventata professore all'Istituto Weizmann. Nel 2005 Goldwasser è stata eletta membro della National Academy of Engineering per i suoi contributi alla crittografia, alla teoria dei numeri, alla teoria della complessità e alle loro applicazioni alla privacy e alla sicurezza. Nel 2006 l'Università di Berkeley le ha conferito il Computer Science Distinguished Alumni Award.
Nel 2012 è stata insignita, insieme a Silvio Micali, del Premio Turing «per i contributi che hanno permesso di gettare le basi della teoria della complessità nel campo della crittografia e per aver sperimentato nuovi metodi per la verifica efficiente di dimostrazioni matematiche nel campo della teoria della complessità.»